# Çepni, Gemerek
Çepni là một thị trấn thuộc huyện Gemerek, tỉnh Sivas, Thổ Nhĩ Kỳ. Dân số thời điểm năm 2011 là 2.011 người.